# Paulinho da Viola
Paulinho da Viola, nome d'arte di Paulo César Batista de Faria (Rio de Janeiro, 12 novembre 1942), è un cantante, chitarrista e compositore brasiliano.
Agli inizi della carriera Paulinho è stato il partner di nomi illustri del samba di Rio, come Cartola, Zé Keti, Elton Medeiros e Candeia tra gli altri.
È conosciuto come cantante e compositore samba, ma il suo repertorio comprende anche il choro ed è considerato uno dei più talentuosi rappresentanti della cosiddetta MPB.
La sua scuola di samba è quella della Portela. È tifoso del Vasco da Gama.
Nel 2016, alla cerimonia di apertura dei giochi olimpici di Rio de Janeiro, ha cantato l'inno nazionale brasiliano.

## Discografia
- 1965 - Rosa de Ouro
- 1965 - Roda de Samba, Conjunto "A voz do morro"
- 1966 - Roda de Samba Vol.2
- 1967 - Rosa de Ouro Vol.2
- 1968 - Os Sambistas, conjunto "A voz do morro"
- 1968 - Samba na Madrugada, Paulinho da Viola and Elton Medeiros
- 1968 - Paulinho da Viola
- 1970 - Foi Um Rio Que Passou em Minha Vida
- 1971 - Paulinho da Viola
- 1971 - Paulinho da Viola
- 1972 - Dança da Solidão
- 1973 - Nervos de Aço
- 1975 - Paulinho da Viola
- 1976 - Memórias Chorando
- 1976 - Memórias Cantando
- 1978 - Paulinho da Viola
- 1979 - Zumbido
- 1981 - Paulinho da Viola
- 1982 - A Toda Hora Rola Uma estória
- 1983 - Prisma Luminoso
- 1989 - Eu canto Samba
- 1993 - Paulinho da Viola (International)
- 1996 - Bebadosamba
- 1997 - Bebadachama (Live)
- 1999 - Sinal Aberto com Toquinho
- 2003 - Meu tempo é Hoje (Soundtrack)
- 2007 - Acústico MTV (MTV Unplugged)